# Беланица
Беланица е село в Западна България. То се намира в община Радомир, област Перник.

## География
Село Беланица се намира в най-ниската част на Радомирското поле. Наблизо е село Прибой.